# Gare de Blaton
La gare de Blaton est une gare ferroviaire belge de la ligne 78, de Saint-Ghislain à Tournai, située à Blaton sur le territoire de la commune de Bernissart dans la province de Hainaut en région wallonne.
Elle est mise en service en 1861 par la Compagnie du chemin de fer Hainaut et Flandres. C'est une halte voyageurs de la Société nationale des chemins de fer belges (SNCB) desservie par des trains InterCity (IC), Omnibus (L) et d’Heure de pointe (P). 

## Situation ferroviaire
Établie à 43 mètres d'altitude, la gare de Blaton est située au point kilométrique (PK) 13,970 de la ligne 78, de Saint-Ghislain à Tournai, entre les gares ouvertes de Harchies et de Péruwelz. 
C'était une gare de bifurcation, origine des lignes fermées et désaffectées : 79, de Blaton à Quevaucamps, 80, de Blaton à Bernissart et 81, de Blaton à Ath.

## Histoire
La station de Blaton est mise en service le 15 février 1861 par la Compagnie du chemin de fer Hainaut et Flandres, lorsqu'elle ouvre à l'exploitation la section de Saint-Ghislain à Basècles-Carrières, de la future ligne de Saint-Ghislain à De Pinte avec embranchements vers Tournai et Ath. En 1867, cette société se fond dans la Société générale d'exploitation de chemins de fer ; l’ancien réseau Hainaut et Flandres sera racheté par l’État belge le 25 avril 1870. 
Les Chemins de fer de l’État belge transformèrent Blaton en un nœud ferroviaire comportant trois lignes supplémentaires : 
- La ligne 81, de Blaton à Ath, mise en service le 20 juillet 1876[4] ;
- La ligne 80, de Blaton à Bernissart, mise en service le 15 novembre 1876[5] ;
- La ligne 79, de Blaton à Quevaucamps, mise en service le 20 mai 1895[6].

Ces trois lignes, dont deux n'étaient que de courtes lignes locales en impasse, seront progressivement mises hors service et démontées de 1942 à 1985. Seule la ligne originelle, actuellement reprise comme ligne 78 de Saint-Ghislain à Tournai, continue à servir.
Le premier bâtiment est une construction sans étage au style austère, doté de sept travées côté voies et d'une petite extension faisant office de porche d'entrée côté rue avec un auvent ajouté en 1887. Les administrés réclamaient un nouveau bâtiment de gare et, en 1908, le ministre des transports Joris Helleputte promet qu'un réaménagement de la station, comprenant un nouveau bâtiment des recettes, aura lieu prochainement. La situation en était toujours là au moment où éclate la Première Guerre mondiale. La construction d'un nouveau bâtiment étant ajournée au profit de dépenses prioritaires, il était encore tel quel en 1938, complété par des bâtiments en briques et en bois pour les marchandises.
En 1960, la gare est finalement modernisée avec un nouveau bâtiment pour l'accueil des voyageurs,.
En 2006, la gare, dont les guichets ne sont ouverts que quelques heures par jour, évite la fermeture du fait d'une pétition de 530 signatures. Elle est alors fréquentée par 500 voyageurs par jour ouvrable pour une commune de 11 500 habitants. En 2007, afin de favoriser sa fréquentation, le bourgmestre y fait installer un service de repassage de vêtements.
En octobre 2008, une fausse alerte à la bombe dans un train en gare provoque d'importantes perturbations du trafic.
La SNCB a prévu la fermeture du guichet en 2012, elle deviendra effective lorsque seront résolus : le reclassement du personnel, l'installation d'un automate permettant l'achat des titres de transport et la possibilité d'avoir une salle d'attente pour les voyageurs. Cette fermeture intervient le 1er juillet 2013, transformant la gare en point d'arrêt sans personnel, le bâtiment est fermé au service des voyageurs.
La réfection du couloir sous-voies insalubre, réclamée de longue date, n'est pas encore à l'ordre du jour en 2021, le conseil communal de Blaton et la SNCB étant en désaccord quant au responsable de cette rénovation,.

## Service des voyageurs

### Accueil
Halte SNCB c'est un point d'arrêt non géré (PANG) à accès libre. Elle est équipée d'un automate pour l'achat de titres de transport. 

### Desserte
Blaton est desservie par des trains Intercity (IC), Omnibus (L) et d’Heure de pointe (P) de la SNCB, qui effectuent des missions sur la ligne 78 (Mons - Tournai - Lille-Flandres) (voir brochure SNCB).
En semaine, Blaton est desservi toutes les heures par des trains L reliant Quévy et Mons à Tournai et Mouscron. Aux heures de pointe s'ajoutent 10 trains P Mons - Tournai ou Ath - Tournai.
Les week-ends et jours fériés, la gare est desservie par les trains IC-25 : Mouscron - Mons - La Louvière - Charleroi-Central - Namur - Liège-Guillemins - Liers.

### Intermodalité
Un parking pour les véhicules y est aménagé.

## Comptage voyageurs
Ce graphique et tableau montre le nombre de voyageurs embarquant en moyenne durant la semaine, le samedi et le dimanche.
| Nombre de passagers qui embarquent à la gare de Blaton | Nombre de passagers qui embarquent à la gare de Blaton | Nombre de passagers qui embarquent à la gare de Blaton | Nombre de passagers qui embarquent à la gare de Blaton |
|                                                        | Semaine                                                | Samedi                                                 | Dimanche                                               |
| ------------------------------------------------------ | ------------------------------------------------------ | ------------------------------------------------------ | ------------------------------------------------------ |
| 1977                                                   | 1 082                                                  | 181                                                    | 103                                                    |
| 1978                                                   | 1 007                                                  | 145                                                    | 99                                                     |
| 1979                                                   | 1 026                                                  | 137                                                    | 106                                                    |
| 1980                                                   | 1 056                                                  | 191                                                    | 130                                                    |
| 1981                                                   | 890                                                    | 69                                                     | 44                                                     |
| 1982                                                   | 1 144                                                  | 175                                                    | 164                                                    |
| 1983                                                   | 1 198                                                  | 180                                                    | 164                                                    |
| 1984                                                   | 1 091                                                  | 209                                                    | 185                                                    |
| 1985                                                   | 894                                                    | 276                                                    | 240                                                    |
| 1986                                                   | 1 035                                                  | 197                                                    | 183                                                    |
| 1987                                                   | 935                                                    | 165                                                    | 136                                                    |
| 1988                                                   | 1 119                                                  | 232                                                    | 180                                                    |
| 1989                                                   | 970                                                    | 154                                                    | 164                                                    |
| 1990                                                   | 707                                                    | 213                                                    | 174                                                    |
| 1991                                                   | 764                                                    | 232                                                    | 204                                                    |
| 1992                                                   | 786                                                    | 192                                                    | 117                                                    |
| 1993                                                   | 641                                                    | 192                                                    | 170                                                    |
| 1994                                                   | 766                                                    | 172                                                    | 200                                                    |
| 1995                                                   | 703                                                    | 181                                                    | 166                                                    |
| 1996                                                   | 771                                                    | 222                                                    | 177                                                    |
| 1997                                                   | 623                                                    | 181                                                    | 149                                                    |
| 1998                                                   | 696                                                    | 160                                                    | 164                                                    |
| 1999                                                   | 553                                                    | 160                                                    | 174                                                    |
| 2000                                                   | 595                                                    | 175                                                    | 132                                                    |
| 2001                                                   | 566                                                    | 140                                                    | 132                                                    |
| 2002                                                   | 513                                                    | 148                                                    | 152                                                    |
| 2003                                                   | 519                                                    | 154                                                    | 113                                                    |
| 2004                                                   | 458                                                    | 176                                                    | 130                                                    |
| 2005                                                   | 560                                                    | 168                                                    | 170                                                    |
| 2006                                                   | 522                                                    | 175                                                    | 218                                                    |
| 2007                                                   | 537                                                    | 204                                                    | 195                                                    |
| 2008                                                   | -                                                      | -                                                      | -                                                      |
| 2009                                                   | 546                                                    | 180                                                    | 201                                                    |
| 2010                                                   | -                                                      | -                                                      | -                                                      |
| 2011                                                   | -                                                      | -                                                      | -                                                      |
| 2012                                                   | 667                                                    | 181                                                    | 171                                                    |
| 2013                                                   | 587                                                    | 178                                                    | 163                                                    |
| 2014                                                   | 697                                                    | 231                                                    | 183                                                    |
| 2015                                                   | 516                                                    | 140                                                    | 141                                                    |
| 2016                                                   | 591                                                    | 137                                                    | 131                                                    |
| 2017                                                   | 527                                                    | 163                                                    | 150                                                    |
| 2018                                                   | 504                                                    | 147                                                    | 148                                                    |
| 2019                                                   | 536                                                    | 190                                                    | 141                                                    |
| 2020                                                   | 390                                                    | 113                                                    | 137                                                    |
| 2021                                                   | -                                                      | -                                                      | -                                                      |
| 2022                                                   | 479                                                    | 212                                                    | 140                                                    |
| 2023                                                   | 508                                                    | 221                                                    | 164                                                    |
| 2024                                                   | 523                                                    | 328                                                    | 258                                                    |